# 야르으이
《야르으이》(튀르키예어: Yargı)는 2021년 방영된 튀르키예의 텔레비전 드라마이다.